# Lycorea pales
Lycorea pales är en fjärilsart som beskrevs av Felder 1862. Lycorea pales ingår i släktet Lycorea och familjen praktfjärilar. Inga underarter finns listade i Catalogue of Life.